# 花式調酒

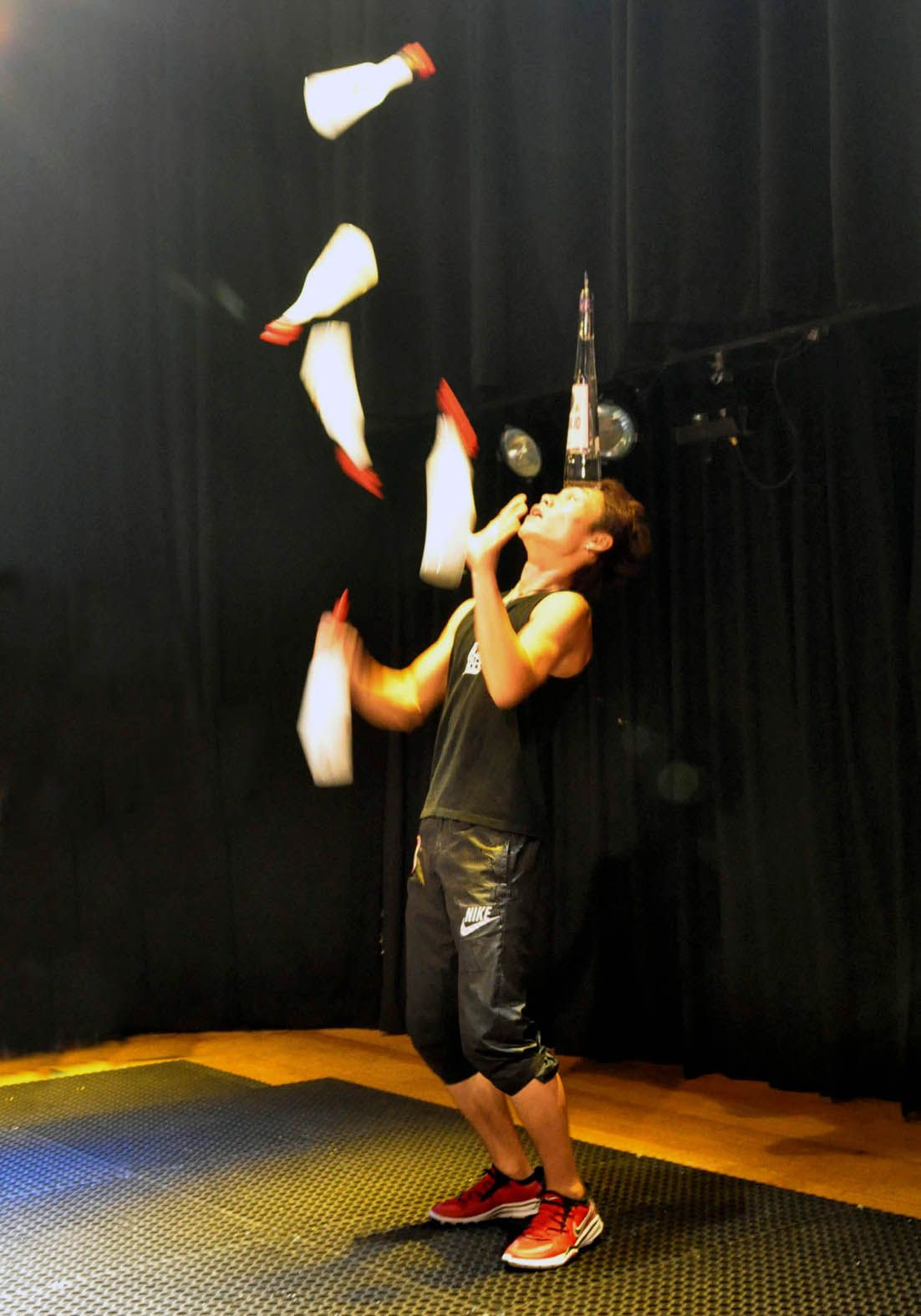
花式調酒

花式調酒，指調酒師利用調酒工具（如調酒器）及酒瓶作雜耍般的拋擲。部分酒吧會以此作招徠，花式調酒師協會（Flair Bartenders Association）及國際調酒師協會（International Bartenders Association）自2000年起，亦各自舉辦了不少花式調酒的比賽及巡迴賽。根據記錄顯示，有「美國雞尾酒之父」之稱的傑瑞·湯瑪斯是首個以花式調酒的調酒師。

## 流行文化
1988年由湯·告魯斯主演的電影《花心情聖》，就曾經在螢幕前展示了這項技術。2015年台灣校園偶像劇《料理高校生》中的方小柔（林予晞）也在螢幕前蒙眼展示了這項技術。